# Alexis DeVell
Alexis DeVell (Loveland, Colorado; 8 de octubre de 1971) es una ex actriz pornográfica estadounidense.

## Biografía
Alexis DeVell, nombre artístico de Alexis Vogel, nació en el estado de Colorado en octubre de 1971. Comenzó trabajando como bailarina exótica antes de ingresar en el mundo del cine para adultos. A finales de los años ochenta conoció a la actriz pornográfica Shayla LaVeaux, con quien Alexis inició una relación de amistad y posteriormente sentimental. Fue LaVeaux quien la introdujo en la industria, en la que debutó como actriz pornográfica en 1991, con 20 años.
Como actriz trabajó para estudios como Rosebud, VCA Pictures, Adam & Eve, Dreamland, Sin City, Vivid, Erotic Video Network, New Machine, Plush Entertainment, Cinema Play, Legend, Moonlight, Wicked Pictures, Prestige o Fat Dog.
En 1994 recibió su única nominación en los Premios AVN en la categoría de Mejor actriz de reparto por la película Hungry.
Dejó de actuar en películas de porno duro en 1995, para dejarse ver en papeles no sexuales en películas pornográficas. Se retiró finalmente en 1999, con algo más de 70 películas como actriz.
Algunas películas suyas son Ass Freaks, Burn, Candy Factory, Checkmate!, Foreign Affairs, Jack the Stripper, Lady in Red, Poor Little Rich Girl, Rainwoman 12, Southern Exposure o The Strip.

## Premios y nominaciones
| Año  | Ceremonia   | Resultado | Premio                  | Trabajo |
| ---- | ----------- | --------- | ----------------------- | ------- |
| 1994 | Premios AVN | Nominada  | Mejor actriz de reparto | Hungry  |